# Ursa Major (cómic)
Ursa Major (Mikhail Uriokovitch Ursus) es un personaje ficticio, un mutante que aparece en los cómics estadounidenses publicados por Marvel Comics. El personaje ha sido representado como un miembro de los Súper-Soldados Soviéticos.
El personaje apareció como un ser humano en la película de acción en vivo del Universo cinematográfico de Marvel, Black Widow (2021), interpretado por Olivier Richters.

## Historial de publicaciones
Su primera aparición fue en Incredible Hulk # 258, y el personaje fue creado por Bill Mantlo y Sal Buscema.

## Historia
Nacido en Blagoveshchensk, Mikhail Ursus fue uno de los mutantes primeros conocidos nacidos en la Unión Soviética en el siglo XX para sobrevivir a la infancia de su pasado. Hasta el momento de su nacimiento, el gobierno soviético había matado a todos los mutantes en la primera manifestación de sus poderes sobrehumanos. En el caso de Mikhail esto fue a una edad temprana y fue abandonado en las montañas, que crecen entre los animales del bosque y, presumiblemente, utilizando su poder de forma que cambia para sobrevivir.
Debido a los esfuerzos del científico Piotr Fobos, el gobierno se hizo para ver el valor potencial de superhumanos que sirven al Estado y Fobos pronto abrió una escuela privada para entrenar a los mutantes. Mikhail Ursus fue de los primeros de los muchos mutantes entrenados por el Profesor Phobos. Desconocido para ambos sus estudiantes y el gobierno soviético, Phobos había construido un dispositivo para desviar la energía de sus estudiantes a darse a sí mismo poderes artificiales de su propia. El proceso tiende a matar a los sujetos después de un tiempo, y Phobos explicó sus muertes como bajas de formación. Cuando el segundo Guardián Rojo descubrió el esquema de Fobos, se las arregló para dominar a ella y pasó a la clandestinidad, pero no antes de dar dos de sus estudiantes, Darkstar y Vanguard, de la graduación "regalos" a través del cual podía seguir sifón su poder.
Tras cierto trabajo de campo, Mikhail, Darkstar y Vanguard (los tres estudiantes mejor entrenados de la escuela de Fobos) fueron reunidos y organizados por el gobierno en las élites soviéticas Grandes Soldados, un equipo de agentes del gobierno soviético. Ursus se le dio el nombre en clave de la Ursa Mayor (a pesar de que también se conoce como 'Major Ursus'). La primera misión de los soviéticos Grandes Soldados fue investigar la zona radiactivo contenido de Khystym conocida como la Zona Prohibida y para detener la Presencia. Allí se encontraron con Hulk, y descubrieron que su antiguo profesor, el Profesor Phobos estaba comprometido en un proyecto de contaminar radiactivamente toda la Unión Soviética con el fin de fomentar el nacimiento de más mutantes cuyos poderes que eventualmente podría sifón. Los soviéticos Grandes Soldados, ayudados por Hulk, frustraron el plan de Phobos, y le llevaron al gobierno a enfrentar un juicio.
Aunque los Grandes Soldados resueltos a permanecer juntos como un equipo, ellos prometieron nunca más servir incondicionalmente el estado. Han emprendido posteriormente una sola misión del gobierno, pero generalmente actúan de forma independiente. Se basaban en una fortaleza científica en la región de Khystym.
Ursa Major tarde luchó el Fantasma Rojo junto a los soviéticos Grandes Soldados. Con los soviéticos Grandes Soldados, que fue enviado para capturar a Magneto, y luchó contra los X-Men y Los Vengadores. Con Vanguard y Darkstar, Osa Mayor tarde intentó desertar a los Estados Unidos, pero fueron golpeados en estado de coma por los Soviéticos Supremos.
Más tarde, la Ursa Mayor siguió a Vanguard al empleo de General de Tskarov, un simpatizante comunista que quería socavar los negocios estadounidenses a lo largo de la costa este. Sólo de acuerdo, sin embargo, con el fin de encontrar el Darkstar faltante, que (como se descubrió más tarde Ursa) era de hecho está experimentado con en el propio laboratorio de Tskarov. Ursa, Darkstar, y Vanguard luego se unieron a la Viuda Negra y Daredevil en derrotar a Tskarov. 
La Ursa Mayor es uno de los pocos mutantes en el mundo para retener sus poderes después de diezmar. La Ursa Mayor regresa como parte de la Guardia Invernal, ayudándoles y War Machine en luchar contra un Skrull en intento de robar bombas nucleares rusas. A pesar de las órdenes en sentido contrario, la Guardia entera asiste a War Machine en matar o conducir a los invasores.
La Guardia Invernal pronto lucharía contra un grupo de revolucionarios soviéticos sobrehumanos llamado Remont Six. Este grupo está dirigido por Iron Maiden y entran en conflicto con la Guardia cuando asaltan una instalación de A.I.M. Ursa Major lucharía contra los leopardos de las nieves y el Volga. La Guardia Invernal prevalece y derrota a los Remont Six. Más tarde, Ursa y el resto de la Guardia Invernal se unen a los Agentes de Atlas para luchar contra el Señor de la Guerra Krang. Después de formar equipo con el Protectorado (incluidos los exmiembros de la Guardia Invernal Powersurge y Vanguard), Ursa y el resto de la Guardia Invernal luchan contra la Presencia y el exmiembro de la Guardia Invernal se convirtió en Dire Wraith Fantasma y sus hijos Dire Wraith.
Se le vio más tarde en un gulag ruso, obligado a luchar contra Bucky Barnes, que había sido entregado al gobierno ruso por presuntos crímenes como el Soldado del Invierno, condenados en ausencia. Cuando se le preguntó por los alcaide de la prisión por qué la Ursa Mayor había sido encarcelado, coronel Rostov respondió "no es demasiado difícil encontrar traición o corrupción cargos en cualquier agente del gobierno".
Siguiendo la historia de "Secret Empire", Ursa Major es visto como miembro del Programa Black Widow Ops, donde clonaron a Viuda Negra luego de su muerte a manos de la contraparte Hydra Supremo del Capitán América. Sobornó a Epsilon Red para que le permitiera agregar sus recuerdos actuales mientras se deshacía en secreto de la mala programación.
En algún momento, Ursa Major fue encarcelada en un gulag. Un funcionario ruso se acercó a él y le dijo que estaban reuniendo a la Guardia Invernal mientras presentaban un perdón como condición para que se uniera. Ursa Major aceptó con la condición de que también pudieran borrar sus antecedentes penales. Ursa Major más tarde representó al gobierno ruso cuando asistió a la reunión de Pantera Negra en la Sala Edén de la Montaña de los Vengadores. Comenzó a ponerse agresivo con Pantera Negra. Esto hizo que Pantera Negra hiciera que el sistema de teletransportación de la Montaña de los Vengadores enviara a Ursa Major a Siberia. Posteriormente, Pantera Negra se disculpó y comentó a los otros representantes que esperaba que el gobierno ruso enviara a Crimson Dynamo y que enviaran a Ursa Major a propósito. Pantera Negra concluyó que no obtendrán ningún aliado de Rusia.
Durante la historia de War of the Realms, se ve a Ursa Major hablando con Hombre Gorila en el zoológico de Wundagore en Transia, discutiendo sobre una operación encubierta que está ejecutando para Pantera Negra, hasta que Ka-Zar aparece para recoger a Hombre Gorila y llevarse él a la Montaña de los Vengadores.

## Poderes y habilidades
Tiene la capacidad de transformarse en un gran oso antropomórfico. Si bien en esta forma, conserva su inteligencia humana, la personalidad y la capacidad de hablar, aunque su personalidad no es más salvaje, empieza a perder el control sobre su inteligencia humana si permanece transformado durante varias horas consecutivas. Ursa Major fue entrenado por el Ejército soviético, y entrenado en el uso de sus poderes por el profesor Fobos, al ser un graduado de la escuela de formación mutante del profesor Fobos.
Mientras transformado, la Ursa Mayor posee una fuerza sobrehumana, resistencia y resistencia al daño físico a un grado mucho mayor que un oso real de tamaño similar posee. Su fuerza es suficiente para permitirle participar en una batalla uno-a-uno con Hulk y sobrevivir. Sus sentidos también se acentúan en un grado sobrehumano, especialmente su sentido del olfato, que puede utilizar para rastrear un objetivo por el olor. También, como un oso de verdad, la Ursa Mayor posee garras no retráctiles. Estas garras son relativamente romo, ya que son con un oso real, pero pueden ser usados como armas eficaces cuando se combina con su gran fuerza.

## Otras versiones

### Civil War: House of M
Ursa Major es visto como un miembro de los soviéticos Grandes Soldados en House of M.

### Marvel Zombies
En el universo de Marvel Zombies, Ursa Major trabaja como guardia de las cubas de clones humanos de Kingpin. Ataca a Tierra-616, Machine Man e intenta morderse la cabeza. Machine Man saca picos de su cabeza, matando a Ursa Major.

## Otros medios

### Televisión
- Ursa Major aparece en Avengers Assemble, segunda temporada, episodio 17, "Los Vengadores Secretos".[15] Apareció como miembro de la Guardia Invernal, pero no habló durante el episodio.
- Ursa Major aparece en la serie de anime Marvel Future Avengers, con la voz de Kenji Nomura en japonés y J. B. Blanc en inglés.[16]Esta versión es miembro de la Guardia Invernal.

### Película
- Ursa Major aparece en la película de acción en vivo del Universo Cinematográfico de Marvel, Black Widow (2021), interpretado por Olivier Richters. Esta versión es un recluso junto a Alexei Shostakov, y solo aparece en su forma humana.[17][18]

### Videojuegos
Ursa Major hace un cameo en Lego Marvel Super Heroes como miembro de los Súper Soldados Soviéticos.